# Vladimir Isaakovič Del'man
Vladimir Isaakovič Del'man, noto anche come Vladimir Delman (in russo Владимир Исаакович Дельман?; Pietrogrado, 26 gennaio 1923 – Bologna, 28 agosto 1994), è stato un direttore d'orchestra sovietico naturalizzato italiano.

## Biografia
Arrivò in Italia nel 1974, abbandonando l'Unione Sovietica e prendendo in seguito la cittadinanza italiana.
Ha diretto l'orchestra del Teatro comunale di Bologna dal 1980 al 1983, l'Orchestra Sinfonica dell'Emilia-Romagna dal 1986 al 1988, l'Orchestra Sinfonica di Milano della RAI dal 1988 al 1993.
In seguito ha fondato l'Orchestra Sinfonica Giuseppe Verdi di Milano.
Nel 1984, per la casa discografica Fonit Cetra, ha registrato dal vivo al Teatro Regio di Torino, con l'orchestra dello stesso teatro, le sinfonie di Čajkovskij, delle quali è considerato uno dei maggiori interpreti. Per la Ermitage ha inciso la Sinfonia n. 9 di Anton Bruckner con la produzione di Gianni Salvioni.
È sepolto nel reparto israelitico del cimitero monumentale della Certosa di Bologna.